# Robert von Mendelssohn (der Ältere)
Georg Alexander Robert von Mendelssohn (geboren am 13. Dezember 1857 in Berlin als Georg Alexander Robert Mendelssohn; gestorben am 20. August 1917 in Berlin) war ein deutscher Bankier, Kunstsammler und Mäzen.

## Leben

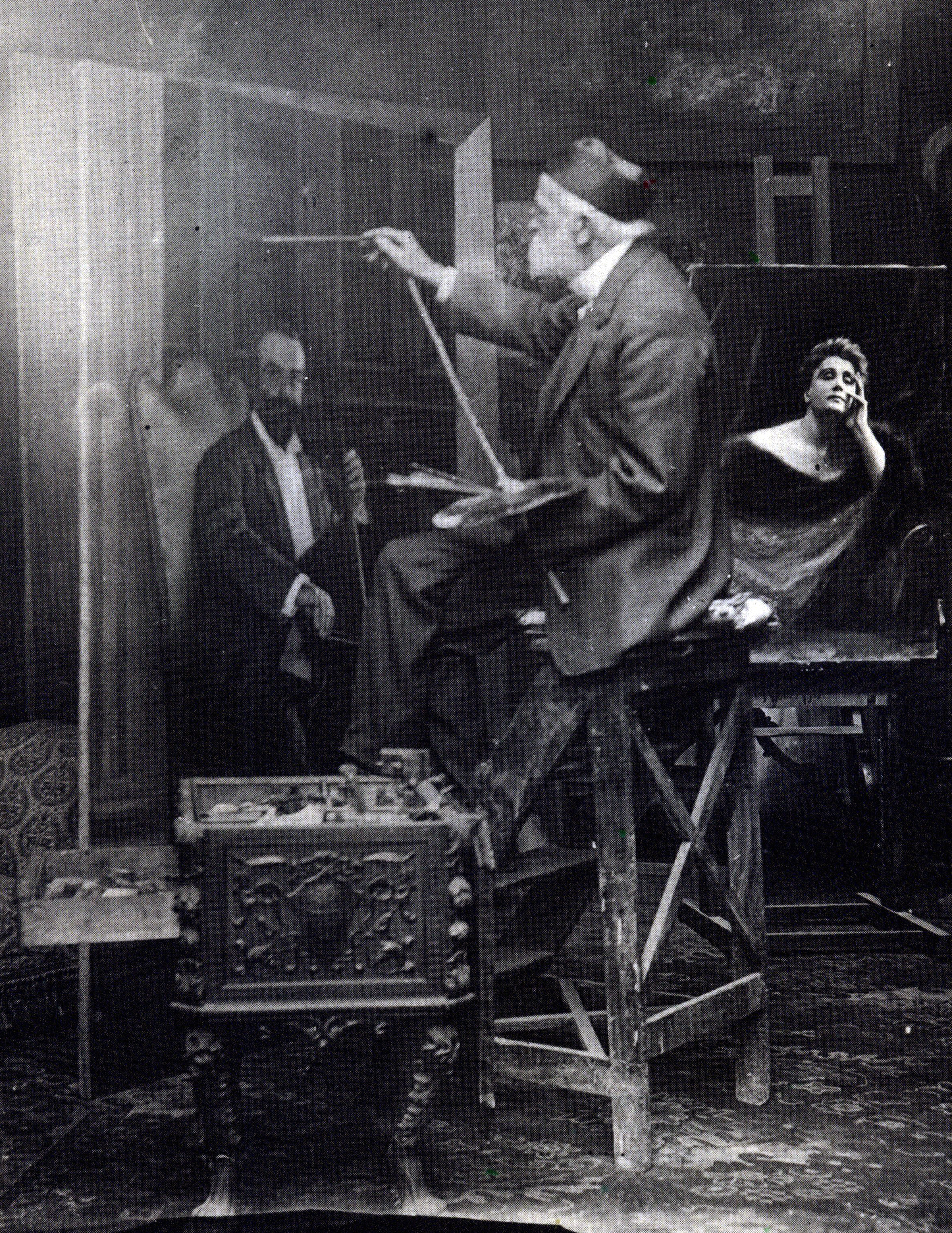
Michele Gordigiani mit seinen Porträts von Robert von Mendelssohn und von Eleonora Duse

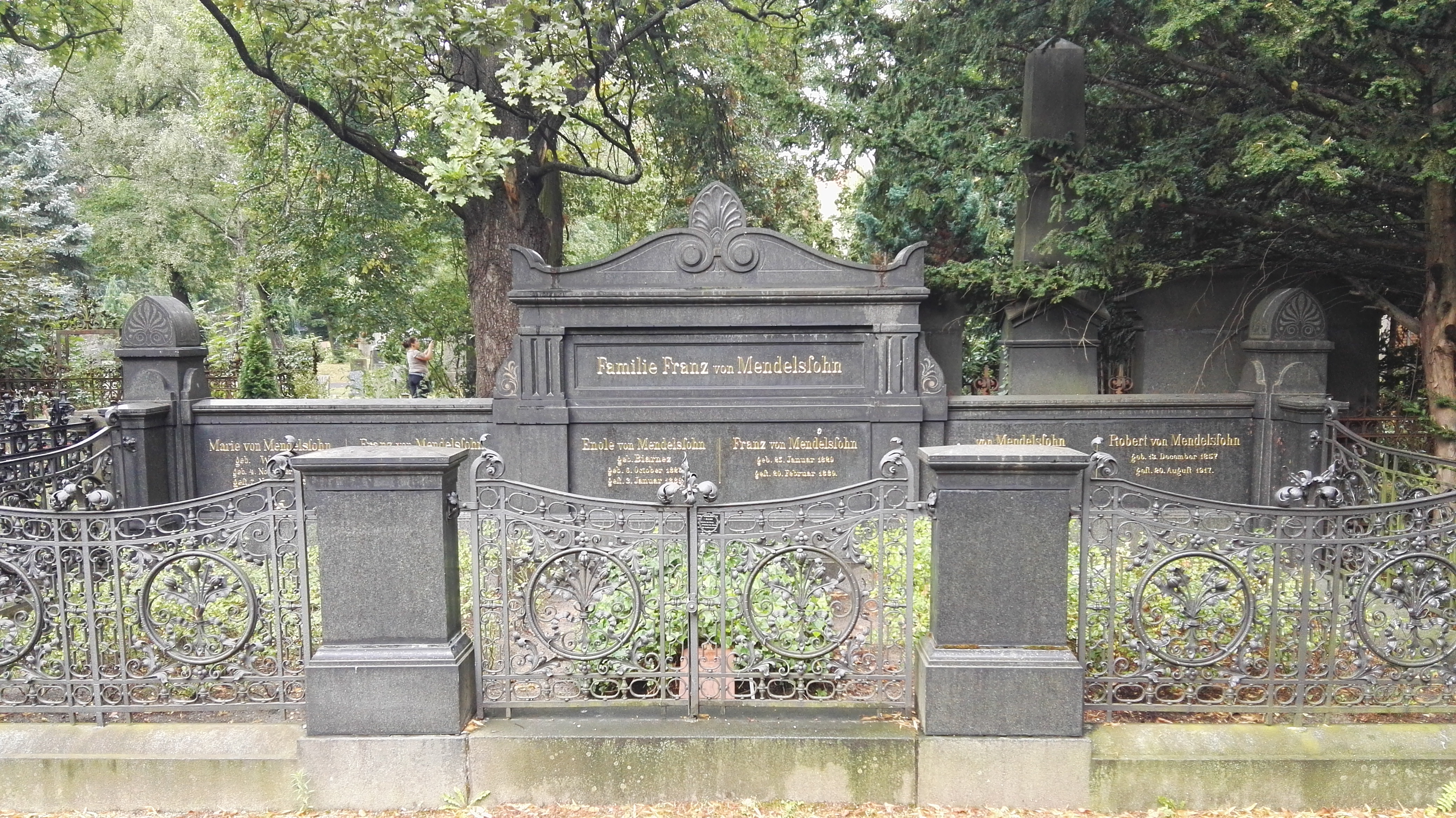
Grabstätte (rechter Bildrand) gemeinsam mit Vater und Bruder sowie deren Ehefrauen

Robert von Mendelssohn war Mitglied der bekannten deutsch-jüdischen Familie Mendelssohn. Seine Eltern waren der Bankier Franz von Mendelssohn und seine Frau Enole, geborene Biarnez. Sein jüngerer Bruder Franz von Mendelssohn kam 1865 zur Welt. Die Familie wurde 1888 geadelt. Robert von Mendelssohn heiratete 1898 die Pianistin Giulietta Gordigiani, eine Tochter des italienischen Malers Michele Gordigiani. Er hatte seine Frau über die befreundete Schauspielerin Eleonora Duse kennengelernt. Aus dieser Ehe gingen die Schauspielerin Eleonora und der Cellist und Theaterregisseur Francesco hervor. Die jüngste Tochter Angelica starb 1920 im Alter von 17 Jahren. Die Familie bewohnte eine Villa an der Koenigsallee 16 in Grunewald.
1884 wurde Robert von Mendelssohn Teilhaber des Bankhauses Mendelssohn & Co. Er folgte 1908 Ernst von Mendelssohn-Bartholdy als Seniorchef der Bank. Darüber hinaus bekleidete er zahlreiche Aufsichtsratsmandate, darunter bei der Deutsch-Asiatischen Bank und bei der Berliner Hagel-Assekuranz-Gesellschaft, bei letzterer ab 1909 als Aufsichtsratsvorsitzender. Zudem gehörte er dem Verwaltungsrat der Bank des Berliner Kassenvereins an. Etwa ab 1901 fungierte er als schwedisch-norwegischer und ab 1905 als königlich schwedischer Generalkonsul. Seine Grabstätte befindet sich zusammen mit derjenigen seiner Frau, seiner Eltern, seines Bruders und seines Sohnes auf dem Friedhof I der Jerusalems- und Neuen Kirchengemeinde in Berlin-Kreuzberg.

## Robert von Mendelssohn als Mäzen
Als Mäzen unterstützte er die Abteilung der Bildwerke christlicher Epochen (heute Skulpturensammlung und Museum für Byzantinische Kunst im Bode-Museum) und die Berliner Nationalgalerie. Darüber hinaus war er Mitglied und Förderer im Kaiser Friedrich-Museums-Verein, im Orient-Komitee, der Deutschen Orient-Gesellschaft und der Vereinigung der Freunde Antiker Kunst.
Seine Stiftungen an die Berliner Museen begannen 1890 mit Glasscheiben mit Wappenmotiv an das Kunstgewerbemuseum Berlin. 1896 stiftete er zusammen mit weiteren Kunstfreunden Édouard Manets Gemälde Im Wintergarten an die Nationalgalerie. Das Museum erhielt in den Folgejahren Charles-François Daubignys Frühlingslandschaft (zusammen mit anderen Kunstfreunden), Paul Cézannes Stillleben mit Früchten (Einzelstiftung) und Max Liebermanns Die Gartenbank (zusammen mit Margarete Oppenheim). 1905 stiftete von Mendelssohn der Abteilung der Bildwerke christlicher Epochen 10.000 Mark für den Erwerb von Skulpturen und Gemälden. 1906 stiftete er mit anderen Förderern altpersische und syrische Fayencen für den Aufbau der Islamischen Kunstsammlung.
1912 gehörte Robert von Mendelssohn zusammen mit dem Berliner Industriellen Eduard Arnhold zu den Hauptstiftern der Tschudi-Spende. In diesem Rahmen stifteten sie gemeinsam der Neuen Pinakothek in München Gemälde von Paul Cézanne, Gustave Courbet, Paul Gauguin, Henri Toulouse-Lautrec, Maurice Denis, Henri Edmond Cross, Paul Signac, Théo van Rysselberghe, Édouard Vuillard und Pierre Bonnard. Hinzu kamen Skulpturen von Aristide Maillol und Georg Minne.

### Bilder der Schenkung Arnhold-Mendelssohn im Rahmen der Tschudi-Spende

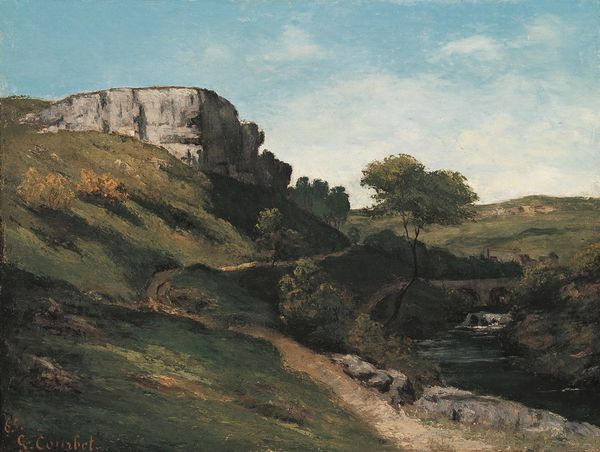
Gustave Courbet: Landschaft bei Maizières
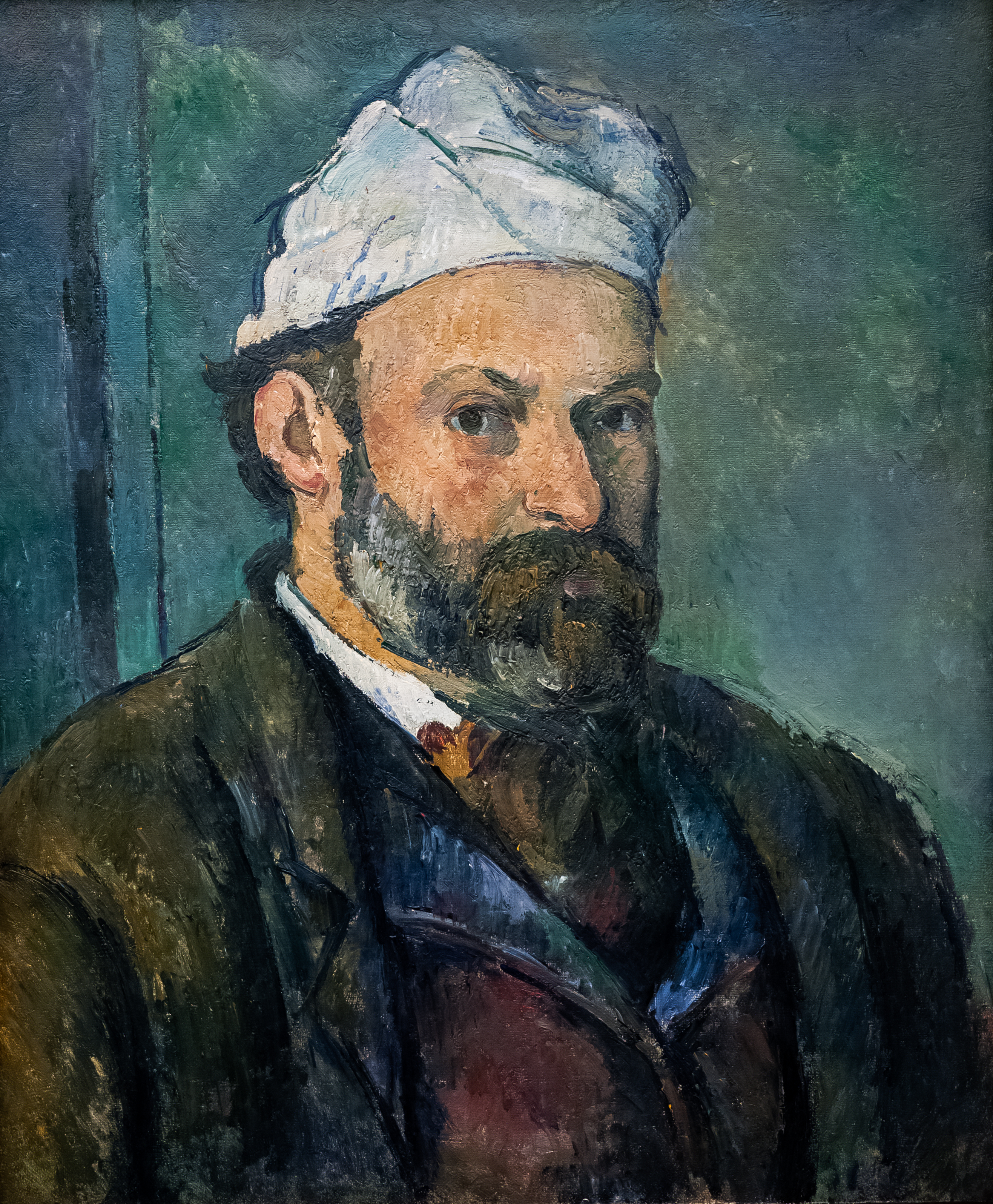
Paul Cézanne: Selbstbildnis
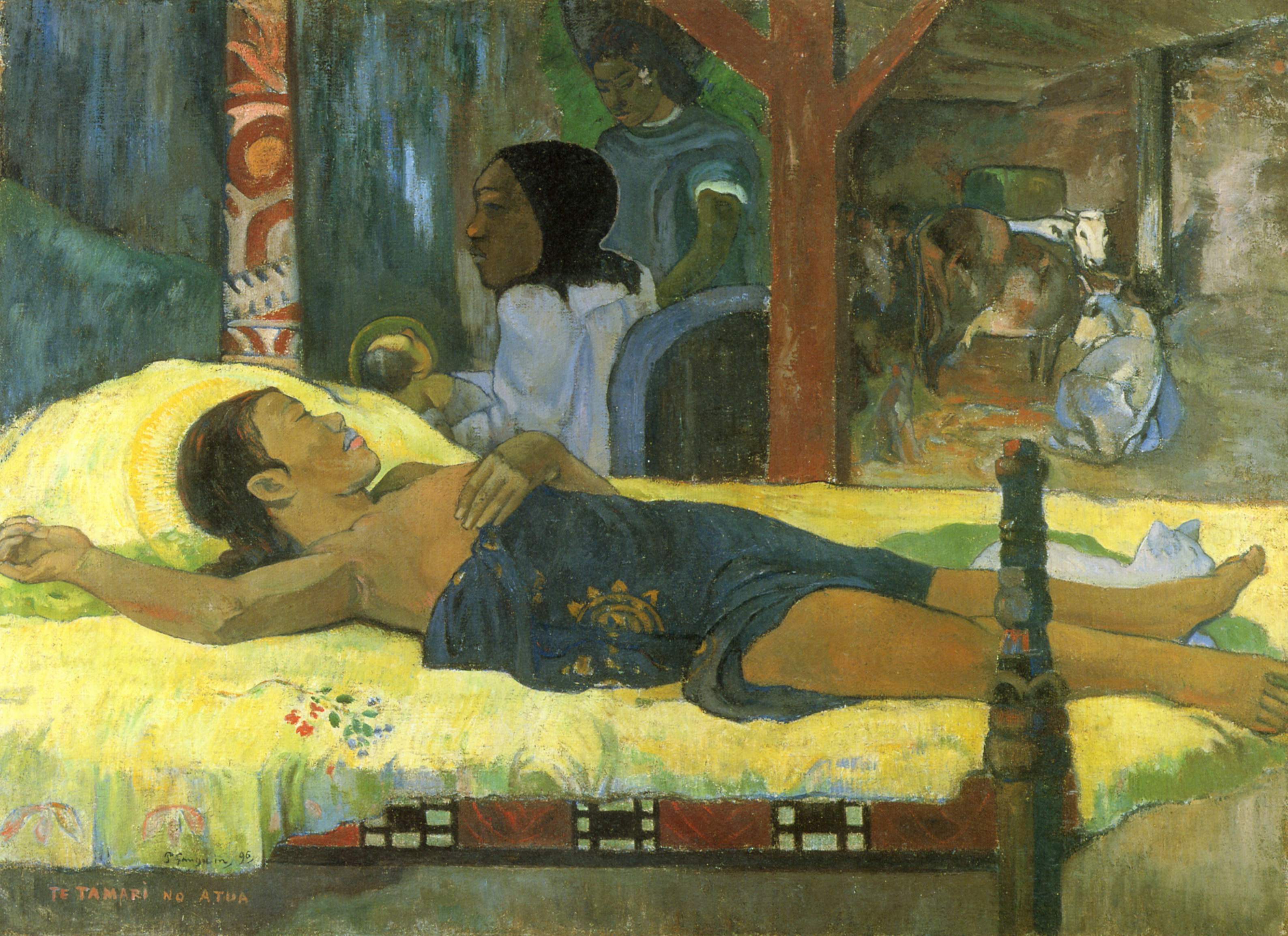
Paul Gauguin: Te Tamari no Atua
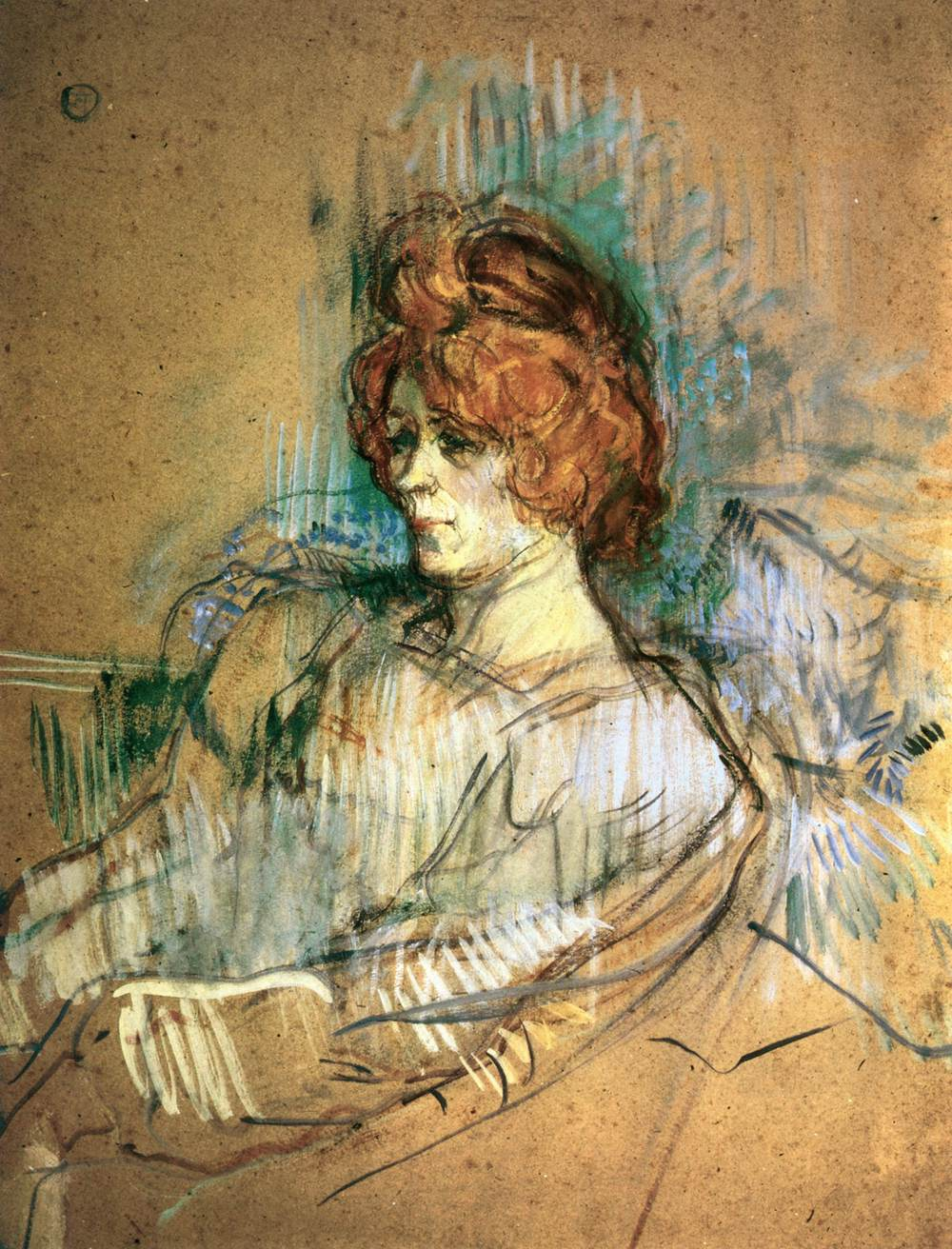
Henri de Toulouse-Lautrec: Frau im Sessel
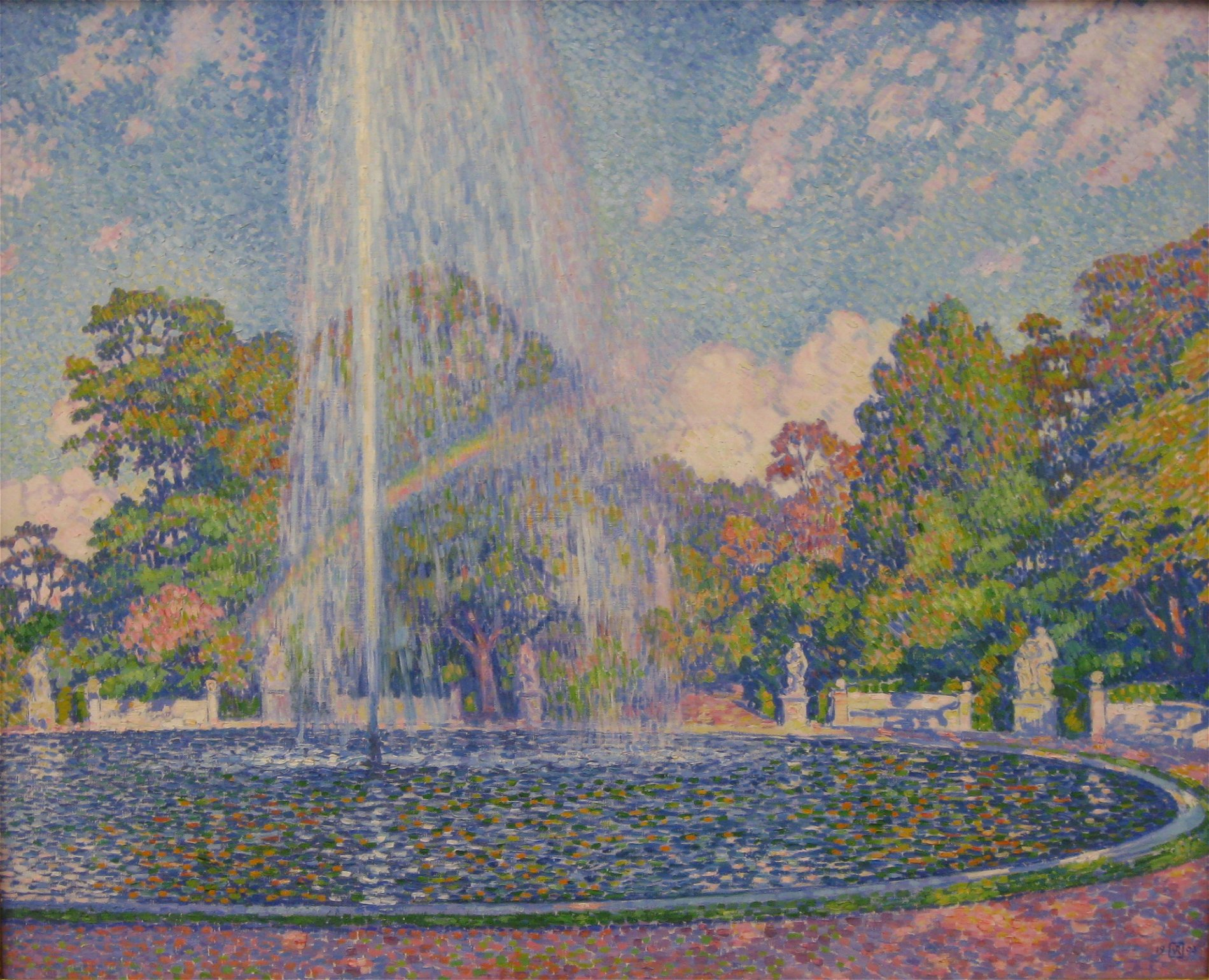
Théo van Rysselberghe: Springbrunnen im Park Sanssouci in Potsdam

## Privatsammlung von Robert von Mendelssohn
Zur Privatsammlung von Robert von Mendelssohn gehörten zwei zu seinen Lebzeiten Rembrandt van Rijn zugeschriebene Gemälde. Das Selbstbildnis im Pelz, mit Kette und Ohrring gilt inzwischen als Werk der Rembrandtschule (heute Kunsthistorisches Museum, Wien), beim Bildnis der Hendrickje Stoffels (heute Städelsches Kunstinstitut, Frankfurt am Main) gibt es Zweifeln an der Zuschreibung an Rembrandt.
Neben weiteren Werken Alter Meister begann von Mendelssohn Anfang des 20. Jahrhunderts auch Werke des französischen Impressionismus und des Post-Impressionismus zu sammeln. Hierzu gehören von Édouard Manet das Ölbild Der Hafen von Bordeaux (Privatsammlung) und das Pastell Dame im Pelz (Österreichische Galerie Belvedere, Wien). Ebenfalls im Wiener Belvedere befinden sich aus der Sammlung von Mendelssohn das Pastell  Harlekin und Columbine von Edgar Degas und das Gemälde Weg in Monets Garten in Giverny von Claude Monet. Im Metropolitan Museum of Art befinden sich heute die Gemälde Stadtgarten in Pointoise von Camille Pissarro und Vase mit Schwertlilien von Vincent van Gogh. Ein weiteres Werk Van Goghs aus der Sammlung von Mendelssohn ist das Bild Weizenfeld hinter dem Hospital Saint-Paul mit Bauer, das sich heute im Indianapolis Museum of Art befindet.

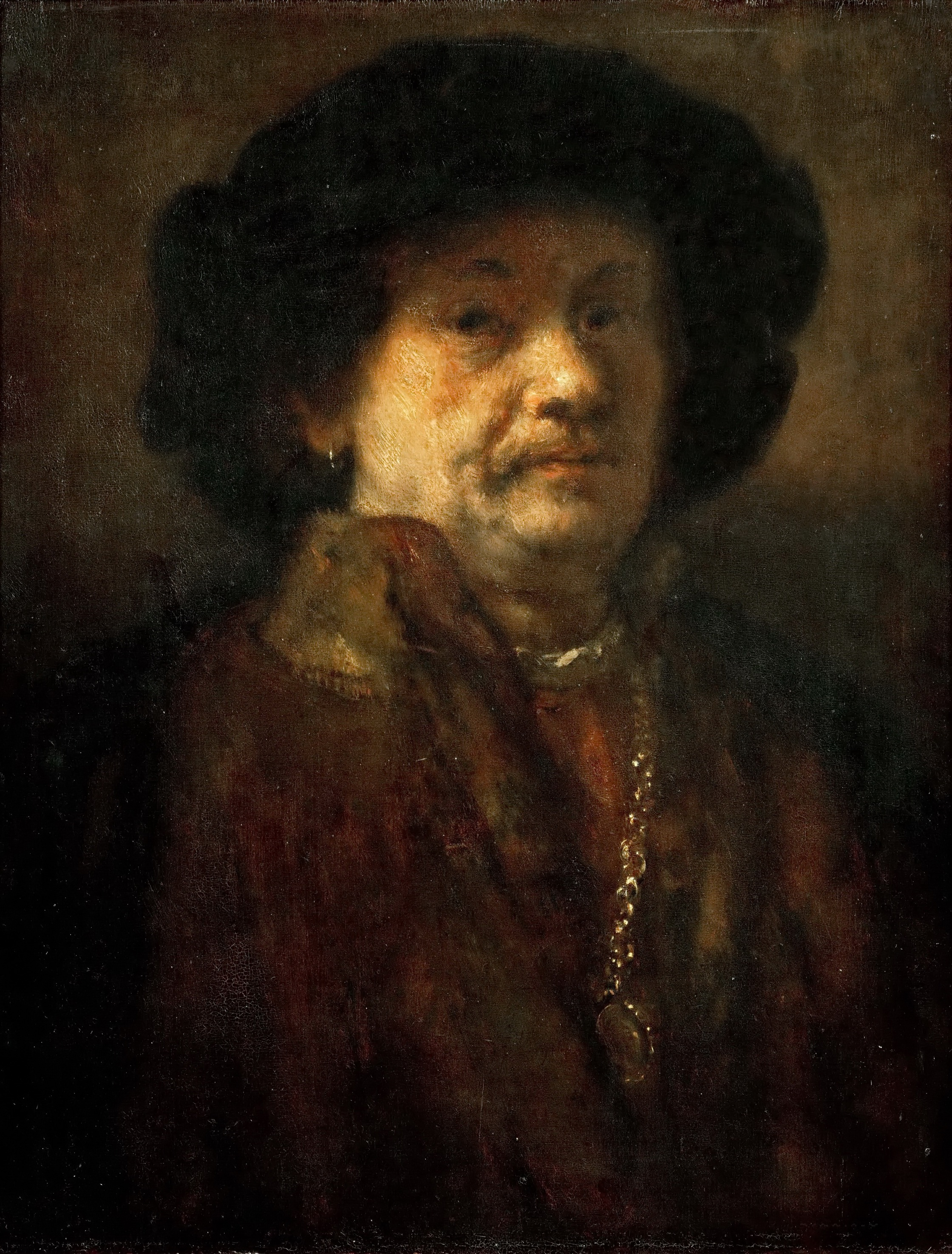
Rembrandtschule: Selbstbildnis im Pelz, mit Kette und Ohrring, Kunsthistorisches Museum, Wien
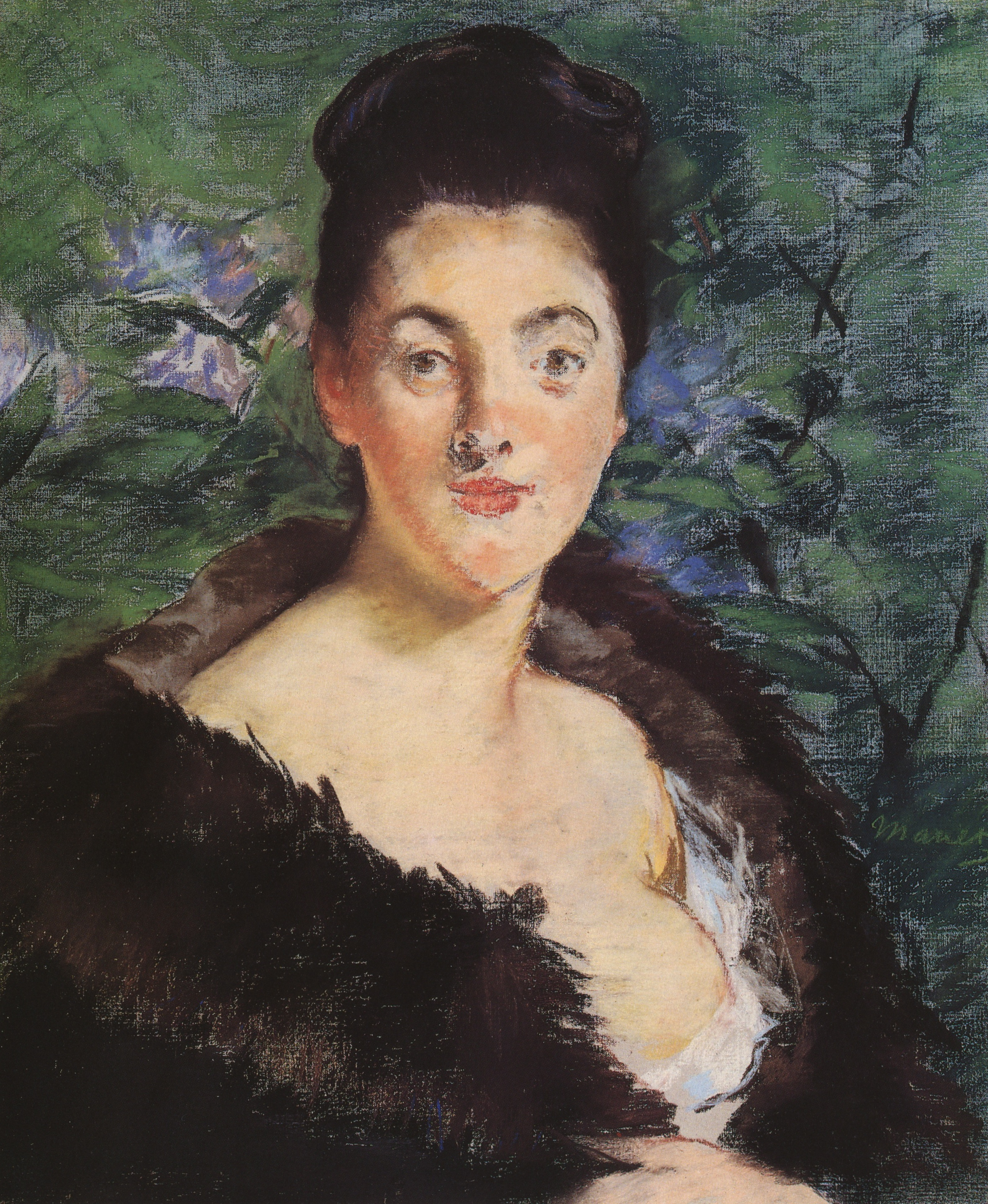
Édouard Manet: Dame im Pelz Österreichische Galerie Belvedere, Wien
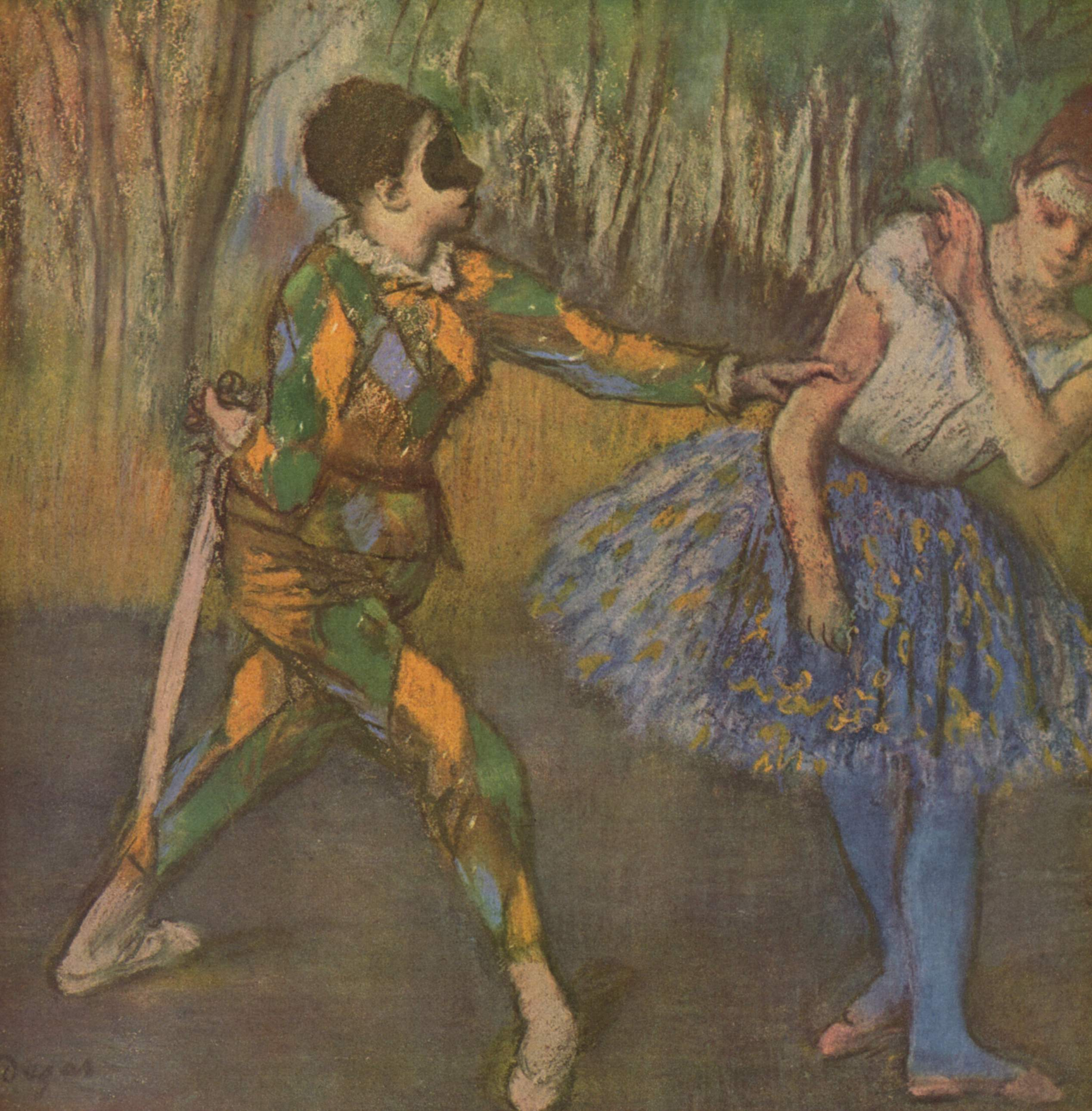
Edgar Degas: Harlekin und Columbine Österreichische Galerie Belvedere, Wien
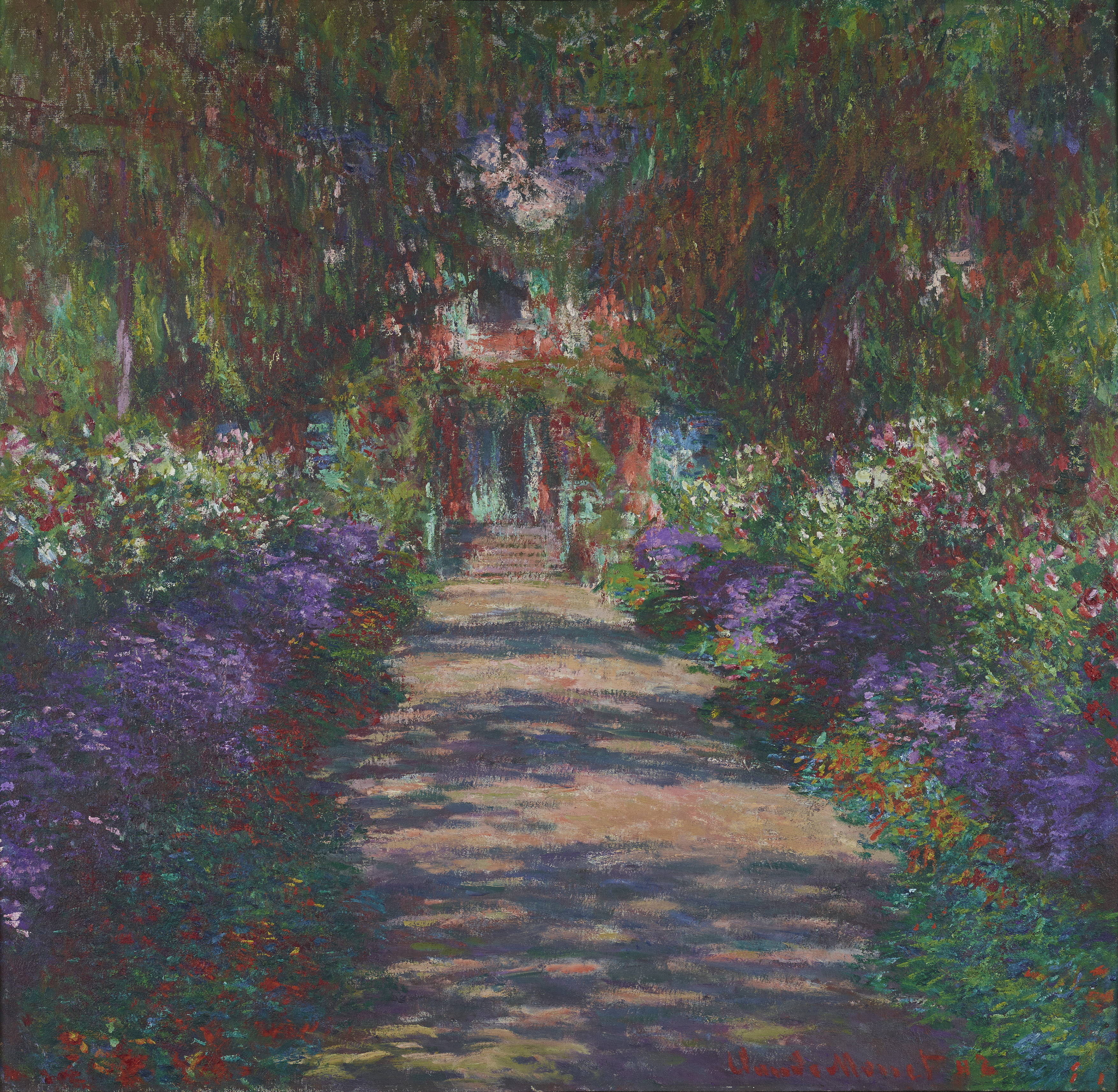
Claude Monet: Weg in Monets Garten in Giverny Österreichische Galerie Belvedere, Wien
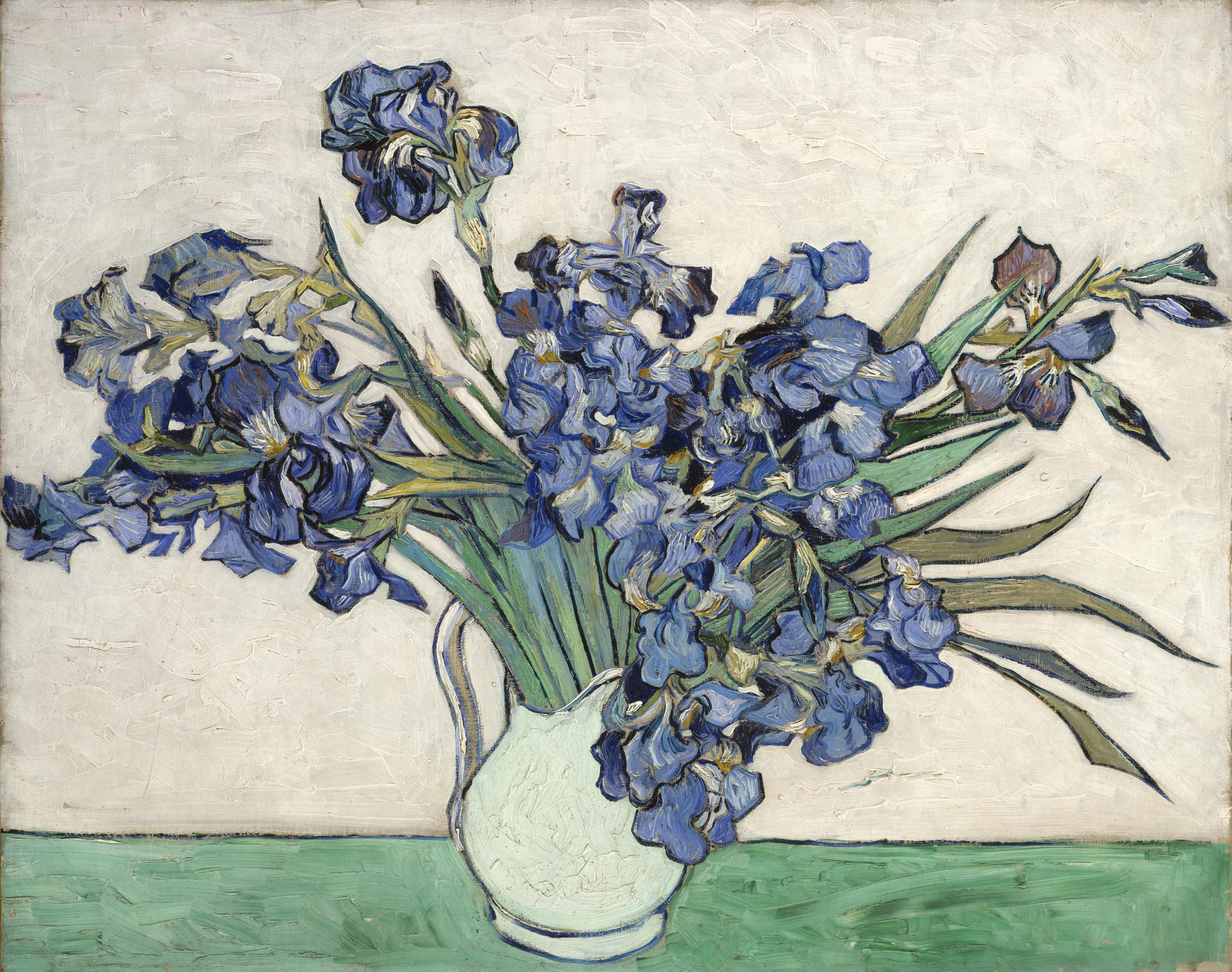
Vincent van Gogh: Vase mit Schwertlilien Metropolitan Museum of Art, New York
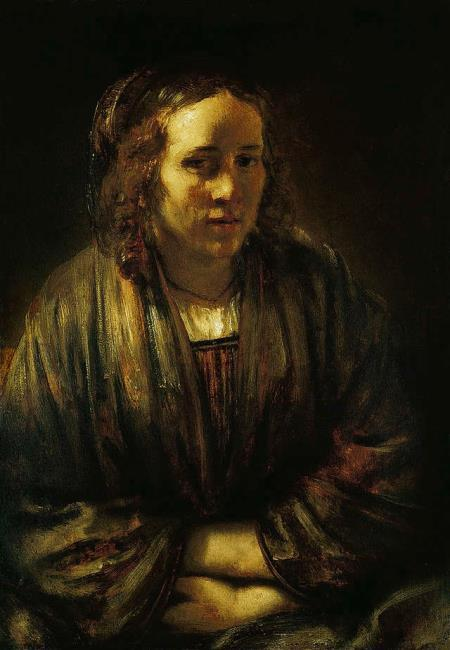
Rembrandtschule:  Hendrickje Stoffels (Halbfigur einer jungen Frau). Städel Museum in Frankfurt.